# Liste der Staatsoberhäupter 1988
Übersicht
◄◄ | ◄ | 1984 | 1985 | 1986 | 1987 | Liste der Staatsoberhäupter 1988 | 1989 | 1990 | 1991 | 1992 | ► | ►►

Weitere Ereignisse

## Afrika
- Ägypten
  - Staatsoberhaupt: Präsident Husni Mubarak (1981–2011) (1981–1982 Ministerpräsident)
  - Regierungschef: Ministerpräsident Atif Muhammad Nagib Sidqi (1986–1996)
- Algerien
  - Staatsoberhaupt: Präsident Chadli Bendjedid (1979–1992)
  - Regierungschef:
    - Ministerpräsident Abdelhamid Brahimi (1984–5. November 1988)
    - Ministerpräsident Kasdi Merbah (5. November 1988–1989)
- Angola
  - Staats- und Regierungschef: Präsident José Eduardo dos Santos (1979–2017)
- Äquatorialguinea
  - Staatsoberhaupt: Präsident Teodoro Obiang Nguema Mbasogo (seit 1979) (bis 1982 Vorsitzender des Obersten Militärrats)
  - Regierungschef: Premierminister Cristino Seriche Malabo Bioko (1982–1992)
- Äthiopien
  - Staatsoberhaupt: Präsident Mengistu Haile Mariam (1974, 1977–1991) (bis 1987 Vorsitzender des provisorischen militärischen Verwaltungsrats)
  - Regierungschef: Ministerpräsident Fikre Selassie Wogderess (1987–1989)
- Benin
  - Staats- und Regierungschef: Präsident Mathieu Kérékou (1972–1991, 1996–2006)
- Botswana
  - Staats- und Regierungschef: Präsident Quett Masire (1980–1998)
- Burkina Faso
  - Staats- und Regierungschef: Präsident Blaise Compaoré (1987–2014)
- Burundi
  - Staatsoberhaupt: PräsidentPierre Buyoya (1987–1993, 1996–2003)
  - Regierungschef: Ministerpräsident Adrien Sibomana (19. Oktober 1988–1993) (Amt 1988 neu geschaffen)
- Dschibuti
  - Staatsoberhaupt: Präsident Hassan Gouled Aptidon (1977–1999) (1977 Premierminister)
  - Regierungschef: Ministerpräsident Barkat Gourad Hamadou (1978–2001)
- Elfenbeinküste
  - Staats- und Regierungschef: Präsident Félix Houphouët-Boigny (1960–1993)
- Gabun
  - Staatsoberhaupt: Präsident Omar Bongo (1967–2009)
  - Regierungschef: Ministerpräsident Léon Mébiame (1975–1990)
- Gambia
  - Staats- und Regierungschef: Präsident Dawda Jawara (1970–1994) (1965–1970 Ministerpräsident)
- Ghana
  - Staats- und Regierungschef: Vorsitzender des provisorischen Nationalen Verteidigungsrats Jerry Rawlings (1979, 1981–2001) (ab 1993 Präsident)
- Guinea
  - Staats- und Regierungschef: Präsident Lansana Conté (1984–2008)
- Guinea-Bissau
  - Staats- und Regierungschef: Präsident João Bernardo Vieira (1980–1984, 1984–1999, 2005–2009) (1978–1980 Ministerpräsident)
- Kamerun
  - Staats- und Regierungschef: Präsident Paul Biya (seit 1982)
- Kap Verde
  - Staatsoberhaupt: Präsident Aristides Pereira (1975–1991)
  - Regierungschef: Premierminister Pedro Pires (1975–1991) (2001–2011 Präsident)
- Kenia
  - Staats- und Regierungschef: Präsident Daniel arap Moi (1978–2002)
- Komoren
  - Staats- und Regierungschef: Vorsitzender des militärisch-politischen Direktorats Ahmed Abdallah (1975, 1978–1989)
- Volksrepublik Kongo (1960–1970 Kongo-Brazzaville; ab 1992 Republik Kongo)
  - Staatsoberhaupt: Präsident Denis Sassou-Nguesso (1979–1992, seit 1997)
  - Regierungschef: Ministerpräsident Ange Édouard Poungui (1984–1989)
- Lesotho
  - Staatsoberhaupt: König Moshoeshoe II. (1966–1970, 1970–1990, 1995–1996)
  - Regierungschef: Vorsitzender des Militärrats Justin Metsing Lekhanya (1986–1991)
- Liberia
  - Staats- und Regierungschef: Präsident Samuel K. Doe (1980–1990) (bis 1984 Vorsitzender des Erlöungsrats des Volkes)
- Libyen
  - Revolutionsführer: Muammar al-Gaddafi (1969–2011) (1969–1979 Generalsekretär des Allgemeinen Volkskongresses)
  - Staatsoberhaupt: Generalsekretär des Allgemeinen Volkskongresses Miftah al-Usta Umar (1984–1990)
  - Regierungschef: Generalsekretär des Allgemeinen Volkskomitees Umar Mustafa al-Muntasir (1987–1990)
- Madagaskar
  - Staatsoberhaupt: Präsident Didier Ratsiraka (1975–1993, 1997–2002)
  - Regierungschef:
    - Ministerpräsident Désiré Rakotoarijaona (1977–12. Februar 1988)
    - Ministerpräsident Victor Ramahatra (12. Februar 1988–1991)
- Malawi
  - Staats- und Regierungschef: Präsident Hastings Kamuzu Banda (1966–1994) (1964–1966 Ministerpräsident)
- Mali
  - Staatsoberhaupt: Präsident Moussa Traoré (1968–1991)
  - Regierungschef: Ministerpräsident Mamadou Dembelé (1986–6. Juni 1988) (Amt abgeschafft)
- Marokko
  - Staatsoberhaupt: König Hassan II. (1961–1999)
  - Regierungschef: Ministerpräsident Azzedine Laraki (1986–1992)
- Mauretanien
  - Staatsoberhaupt: Präsident Maaouya Ould Sid’Ahmed Taya (1984–2005) (1981–1984, 1984–1992 Ministerpräsident)
  - Regierungschef: Ministerpräsident Maaouya Ould Sid’Ahmed Taya (1981–1984, 1984–1992) (1984–2005 Präsident)
- Mauritius
  - Staatsoberhaupt: Königin Elisabeth II. (1968–1992)
    - Generalgouverneur: Veerasamy Ringadoo (1986–1992) (1992 Präsident)

  - Regierungschef: Ministerpräsident Anerood Jugnauth (1982–1995, 2000–2003, 2014–2017) (2003–2012 Präsident)
- Mosambik
  - Staatsoberhaupt: Präsident Joaquim Alberto Chissano (1986–2005)
  - Regierungschef: Premierminister Mário Fernandes da Graça Machungo (1976–1994)
- Niger
  - Staatsoberhaupt: Präsident des Obersten Militärrats Ali Saibou (1987–1993) (ab 1989 Präsident)
  - Regierungschef:
    - Ministerpräsident Hamid Algabid (1983–15. Juli 1988)
    - Ministerpräsident Mamane Oumarou (1983, 15. Juli 1988–1989)
- Nigeria
  - Staats- und Regierungschef: Präsident des Regierenden Rates der Streitkräfte Ibrahim Babangida (1985–1993)
- Ruanda
  - Staats- und Regierungschef: Präsident Juvénal Habyarimana (1973–1994)
- Sambia
  - Staatsoberhaupt: Präsident Kenneth Kaunda (1964–1991)
  - Regierungschef: Ministerpräsident Kebby Musokotwane (1985–1989)
- São Tomé und Príncipe
  - Staatsoberhaupt: Präsident Manuel Pinto da Costa (1975–1991, 2011–2016)
  - Regierungschef: Premierminister Celestino Rocha da Costa (8. Januar 1988–1991) (Amt neu geschaffen)
- Senegal
  - Staats- und Regierungschef: Präsident Abdou Diouf (1981–2000) (1970–1980 Premierminister)
- Seychellen
  - Staats- und Regierungschef: Präsident France-Albert René (1977–2004) (1976–1977 Ministerpräsident)
- Sierra Leone
  - Staats- und Regierungschef: Präsident Joseph Saidu Momoh (1985–1992)
- Simbabwe
  - Staats- und Regierungschef: Präsident Robert Mugabe (1987–2017) (1980–1987 Ministerpräsident)
- Somalia
  - Staatsoberhaupt: Präsident Siad Barre (1969–1991)
  - Regierungschef: Ministerpräsident Mohammed Ali Samatar (1987–1990)
- Südafrika
  - Staats- und Regierungschef: Präsident Pieter Willem Botha (1984–1989) (1978–1984 Ministerpräsident)
- Sudan
  - Staatsoberhaupt: Vorsitzender des militärischen Übergangsrats Ahmad al-Mirghani (1986–1989)
  - Regierungschef: Ministerpräsident Sadiq al-Mahdi (1966–1967, 1986–1989)
- Swasiland
  - Staatsoberhaupt: König Mswari III. (seit 1986)
  - Regierungschef: Premierminister Sotsha Dlamini (1986–1989)
- Tansania
  - Staatsoberhaupt: Präsident Ali Hassan Mwinyi (1985–1995)
  - Regierungschef: Ministerpräsident Joseph Sinde Warioba (1985–1990)
- Togo
  - Staats- und Regierungschef: Präsident Gnassingbé Eyadéma (1967–2005)
- Tschad
  - Staats- und Regierungschef: Präsident Hissène Habré (1982–1990) (1978–1979 Ministerpräsident)
- Tunesien
  - Staatsoberhaupt: Präsident Zine el-Abidine Ben Ali (1987–2011) (1987 Ministerpräsident)
  - Regierungschef: Ministerpräsident Hédi Baccouche (1987–1989)
- Uganda
  - Staatsoberhaupt: Präsident Yoweri Museveni (seit 1986)
  - Regierungschef: Premierminister Samson Kisekka (1986–1991)
- Westsahara (umstritten)
  - Staatsoberhaupt: Präsident Mohamed Abdelaziz (1976–2016) (im Exil)
  - Regierungschef:
    - Ministerpräsident Mohamed Lamine Ould Ahmed (1976–1982, 1985–16. August 1988) (im Exil)
    - Ministerpräsident Mahfoud Ali Beiba (1982–1985, 16. August 1988–1993, 1995–1999) (im Exil)
- Zaïre (bis 1964 Kongo-Léopoldville, 1964–1971, seit 1997 Demokratische Republik Kongo)
  - Staatsoberhaupt: Präsident Mobutu Sese Seko (1965–1997)
  - Regierungschef:
    - Ministerpräsident Mabi Mulumba (1987–7. März 1988)
    - Ministerpräsident Sambwa Pida Nbagui (7. März 1988 bis 26. November 1988)
    - Ministerpräsident Kengo Wa Dondo (1982–1986, 26. November 1988–1990, 1994–1997)
- Zentralafrikanische Republik
  - Staats- und Regierungschef: Präsident André Kolingba (1981–1993) (bis 1985 Vorsitzender des Militärkomitees des Nationalen Wiederaufbaus)

## Amerika

### Nordamerika
- Kanada
  - Staatsoberhaupt: Königin Elisabeth II. (1952–2022)
    - Generalgouverneurin: Jeanne Sauvé (1984–1990)

  - Regierungschef: Premierminister Brian Mulroney (1984–1993)
- Mexiko
  - Staats- und Regierungschef:
    - Präsident Miguel de la Madrid Hurtado (1982–30. November 1988)
    - Präsident Carlos Salinas de Gortari (1. Dezember 1988–1994)
- Vereinigte Staaten von Amerika
  - Staats- und Regierungschef: Präsident Ronald Reagan (1981–1989)

### Mittelamerika
- Antigua und Barbuda
  - Staatsoberhaupt: Königin Elisabeth II. (1981–2022)
    - Generalgouverneur Wilfred E. Jacobs (1981–1993)

  - Regierungschef: Premierminister Vere Cornwall Bird (1981–1994)
- Bahamas
  - Staatsoberhaupt: Königin Elisabeth II. (1973–2022)
    - Generalgouverneur:
      - Gerald Cash (1979–26. Juni 1988)
      - Henry Milton Taylor (26. Juni 1988–1992)

  - Regierungschef: Premierminister Lynden O. Pindling (1973–1992)
- Barbados
  - Staatsoberhaupt: Königin Elisabeth II. (1966–2021)
    - Generalgouverneur: Hugh Springer (1984–1990)

  - Regierungschef: Premierminister Lloyd Erskine Sandiford (1987–1994)
- Belize
  - Staatsoberhaupt: Königin Elisabeth II. (1981–2022)
    - Generalgouverneurin: Minita Gordon (1981–1993)

  - Regierungschef: Premierminister Manuel Esquivel (1984–1989, 1993–1998)
- Costa Rica
  - Staats- und Regierungschef: Präsident Óscar Arias Sánchez (1986–1990, 2006–2010)
- Dominica
  - Staatsoberhaupt: Präsident Clarence A. Seignoret (1983–1993)
  - Regierungschef: Premierministerin Eugenia Charles (1980–1995)
- Dominikanische Republik
  - Staats- und Regierungschef: Präsident Joaquín Balaguer (1960–1962, 1966–1978, 1986–1996)
- El Salvador
  - Staats- und Regierungschef: Präsident José Napoleón Duarte (1984–1989)
- Grenada
  - Staatsoberhaupt: Königin Elisabeth II. (seit 1974)
    - Generalgouverneur: Paul Scoon (1978–1992)

  - Regierungschef: Ministerpräsident Herbert Blaize (1984–1989)
- Guatemala
  - Staats- und Regierungschef: Präsident Marco Vinicio Cerezo Arévalo (1986–1991)
- Haiti
  - Staatsoberhaupt:
    - Vorsitzender des nationalen Regierungsrats Henri Namphy (1986–7. Februar 1988, 1988)
    - Präsident Leslie Manigat (7. Februar 1988 bis 20. Juni 1988)
    - Präsident Henri Namphy (1986–1988, 20. Juni 1988 bis 17. September 1988)
    - Präsident Prosper Avril (17. September 1988–1990)

  - Regierungschef: Ministerpräsident Martial Célestin (9. Februar 1988 bis 20. Juni 1988)
- Honduras
  - Staats- und Regierungschef: Präsident José Simón Azcona del Hoyo (1986–1990)
- Jamaika
  - Staatsoberhaupt: Königin Elisabeth II. (1962–2022)
    - Generalgouverneur: Florizel Glasspole (1973–1991)

  - Regierungschef: Ministerpräsident Edward Seaga (1980–1989)
- Kuba
  - Staatsoberhaupt und Regierungschef: Präsident des Staatsrats und des Ministerrats Fidel Castro (1976–2008) (1959–1976 Ministerpräsident)
- Nicaragua
  - Staats- und Regierungschef: Präsident Daniel Ortega (1985–1990, seit 2007) (1979–2005 Mitglied der Regierungsjunta des nationalen Wiederaufbaus)
- Panama
  - Staats- und Regierungschef:
    - Präsident Erick Arturo del Valle (1985–26. Februar 1988)
    - Präsident Manuel Solís Palma (26. Februar 1988–1989) (kommissarisch)
- St. Kitts und Nevis
  - Staatsoberhaupt: Königin Elisabeth II. (1983–2022)
    - Generalgouverneur Clement Athelston Arrindell (1983–1995)

  - Regierungschef: Ministerpräsident Kennedy Simmonds (1983–1995)
- St. Lucia
  - Staatsoberhaupt: Königin Elisabeth II. (1979–2022)
    - Generalgouverneur:
      - Senatspräsident Vincent Floissac (1987–10. Oktober 1988) (kommissarisch)
      - Stanislaus A. James (10. Oktober 1988–1996)

  - Regierungschef: Ministerpräsident John Compton (1982–1996, 2006–2007)
- St. Vincent und die Grenadinen
  - Staatsoberhaupt: Königin Elisabeth II. (1979–2022)
    - Generalgouverneur:
    - Joseph Lambert Eustace (1985–29. Februar 1988)
    - Henry Harvey Williams (29. Februar 1988–1989) (kommissarisch)

  - Regierungschef: Ministerpräsident James Fitz-Allen Mitchell (1984–2000)
- Trinidad und Tobago
  - Staatsoberhaupt: Präsident Noor Hassanali (1987–1997)
  - Regierungschef: Ministerpräsident Arthur N. R. Robinson (1986–1991)

### Südamerika
- Argentinien
  - Staats- und Regierungschef: Präsident Raúl Alfonsín (1983–1989)
- Bolivien
  - Staats- und Regierungschef: Präsident Víctor Paz Estenssoro (1952–1956, 1960–1964, 1985–1989)
- Brasilien
  - Staats- und Regierungschef: Präsident José Sarney (1985–1990)
- Chile
  - Staats- und Regierungschef: Präsident Augusto Pinochet (1974–1990)
- Ecuador
  - Staats- und Regierungschef:
    - Präsident León Febres Cordero (1984–10. August 1988)
    - Präsident Rodrigo Borja (10. August 1988–1992)
- Guyana
  - Staatsoberhaupt: Präsident Hugh Desmond Hoyte (1985–1992) (1984–1985 Premierminister)
  - Regierungschef: Ministerpräsident Hamilton Green (1985–1992)
- Kolumbien
  - Staats- und Regierungschef: Präsident Virgilio Barco Vargas (1986–1990)
- Paraguay
  - Staats- und Regierungschef: Präsident Alfredo Stroessner (1954–1989)
- Peru
  - Staatsoberhaupt: Präsident Alan García (1985–1990, 2006–2011)
  - Regierungschef:
    - Premierminister Guillermo Larco Cox (1987–17. Mai 1988, 1989–1990)
    - Ministerpräsident Armando Villanueva del Campo (17. Mai 1988–1989)
- Suriname
  - Staatschef:
    - Präsident Ramdat Misier (1982–25. Januar 1988)
    - Präsident Ramsewak Shankar (25. Januar 1988–1990)

  - Regierungschef:
    - Premierminister Jules Albert Wijdenbosch (1987–26. Dezember 1988, 1991) (1996–2000 Präsident)
    - Vizepräsident: Henck A. E. Arron (1975–1980, 26. Dezember 1988–1990)
- Uruguay
  - Staats- und Regierungschef: Präsident Julio María Sanguinetti (1985–1990, 1995–2000)
- Venezuela
  - Staats- und Regierungschef: Präsident Jaime Lusinchi (1984–1989)

## Asien

### Ost-, Süd- und Südostasien
- Bangladesch
  - Staatsoberhaupt: Präsident Hossain Mohammad Ershad (1982, 1983–1990)
  - Regierungschef:
    - Ministerpräsident Mizanur Rahman Chowdhury (1986–27. März 1988)
    - Ministerpräsident Moudud Ahmed (27. März 1988–1989)
- Bhutan
  - Staats- und Regierungschef: König Jigme Singye Wangchuck (1972–2006)
- Brunei
  - Staats- und Regierungschef: Sultan Hassanal Bolkiah (seit 1967)
- Burma (heute Myanmar)
  - Staatsoberhaupt:
    - Präsident San Yu (1981–15. Juli 1988)
    - Präsident Sein Lwin (25. Juli 1988 bis 12. August 1988)
    - Präsident Aye Ko (12. August 1988 bis 19. August 1988) (kommissarisch)
    - Präsident Maung Maung (19. August 1988 bis 18. September 1988)
    - Vorsitzender des Staatsrats für Frieden und Entwicklung Saw Maung (18. September 1988–1992) (1988–1992 Ministerpräsident)

  - Regierungschef:
    - Ministerpräsident Maung Maung Kha (1977–26. Juli 1988)
    - Ministerpräsident Tun Tin (26. Juli 1988 bis 18. September 1988)
    - Ministerpräsident Saw Maung (21. September 1988–1992) (1988–1992 Vorsitzender des Staatsrats für Frieden und Entwicklung)
- Republik China (Taiwan)
  - Staatsoberhaupt:
    - Präsident Chiang Ching-kuo (1978–13. Januar 1988) (1972–1978 Ministerpräsident)
    - Präsident Lee Teng-hui (13. Januar 1988–2000)

  - Regierungschef: Ministerpräsident Yu Kuo-hwa (1984–1989)
- China
  - Parteichef: Generalsekretär der Kommunistischen Partei Chinas Zhao Ziyang (1987–1989) (1980–1987 Ministerpräsident)
  - Staatsoberhaupt:
    - Präsident Li Xiannian (1983–8. April 1988)
    - Präsident Yang Shangkun (8. April 1988–1993)

  - Regierungschef: Ministerpräsident Li Peng (1987–1998) (bis 9. April 1988 kommissarisch)
- Indien
  - Staatsoberhaupt: Präsident R. Venkataraman (1987–1992)
  - Regierungschef: Premierminister Rajiv Gandhi (1984–1989)
- Indonesien
  - Staats- und Regierungschef: Präsident Suharto (1967–1998)
- Japan
  - Staatsoberhaupt: Kaiser Hirohito (1926–1989)
  - Regierungschef: Premierminister Takeshita Noboru (1987–1989)
- Kambodscha
  - Staatsoberhaupt: Vorsitzender des Staatsrats Heng Samrin (1979–1992) (bis 1981 Präsident des revolutionären Volksrats)
  - Regierungschef: Premierminister Hun Sen (1985–2023)
- Nordkorea
  - Vorsitzender der Nationalen Verteidigungskommission: Kim Il-sung (1948–1994)
  - Vorsitzender des Präsidiums der Obersten Volksversammlung: Kim Il-sung (1972–1994)
  - Regierungschef:
    - Ministerpräsident Ri Kŭn-mo (1986–12. Dezember 1988)
    - Ministerpräsident Yon Hyong-muk (12. Dezember 1988–1992)
- Südkorea
  - Staatsoberhaupt:
    - Präsident Chun Doo-hwan (1980–25. Februar 1988)
    - Präsident Roh Tae-woo (25. Februar 1988–1993)

  - Regierungschef:
    - Ministerpräsident Kim Jeong-ryeol (1987–25. Februar 1988)
    - Ministerpräsident Lee Hyun-jae (15. Februar 1988 bis 5. Dezember 1988) (bis 2. März 1988 kommissarisch)
    - Ministerpräsident Kang Young-hoon (5. Dezember 1988–1990)
- Laos
  - Staatsoberhaupt: Präsident Souphanouvong (1975–1991)
  - Regierungschef: Ministerpräsident Kaysone Phomvihane (1975–1991) (1991–1992 Präsident)
- Malaysia
  - Staatsoberhaupt: Oberster Herrscher Mahmud Iskandar Al-Haj (1984–1989)
  - Regierungschef: Premierminister Mahathir bin Mohamad (1981–2003, 2018–2020)
- Malediven
  - Staats- und Regierungschef: Präsident Maumoon Abdul Gayoom (1978–2008)
- Nepal
  - Staatsoberhaupt: König Birendra (1972–2001)
  - Regierungschef: Ministerpräsident Marich Man Singh Shrestha (1986–1990)
- Pakistan
  - Staatsoberhaupt:
    - Präsident Mohammed Zia-ul-Haq (1978–17. August 1988) (1988 Ministerpräsident)
    - Präsident Ghulam Ishaq Khan (17. August 1988–1993) (bis 12. Dezember 1988 kommissarisch)

  - Regierungschef:
    - Ministerpräsident Muhammad Khan Junejo (1985–29. Mai 1988)
    - Ministerpräsident Mohammed Zia-ul-Haq (9. Juni 1988 bis 17. August 1988) (1978–1988 Präsident)
    - Ministerpräsidentin Benazir Bhutto (1988–1990, 1993–1996)
- Philippinen
  - Staats- und Regierungschef: Präsidentin Corazon Aquino (1986–1992)
- Singapur
  - Staatsoberhaupt: Präsident Wee Kim Wee (1985–1993)
  - Regierungschef: Premierminister Lee Kuan Yew (1959–1990)
- Sri Lanka
  - Staatsoberhaupt: Präsident Junius Richard Jayewardene (1978–1989) (1977–1978 Premierminister)
  - Regierungschef: Premierminister Ranasinghe Premadasa (1978–1989) (1989–1993 Präsident)
- Thailand
  - Staatsoberhaupt: König Rama IX. Bhumibol Adulyadej (1946–2016)
  - Regierungschef:
    - Ministerpräsident Prem Tinsulanonda (1980–4. August 1988)
    - Ministerpräsident Chatichai Choonhavan (4. August 1988–1991)
- Vietnam
  - Staatsoberhaupt: Vorsitzender des Staatsrats Võ Chí Công (1987–1992)
  - Regierungschef:
    - Vorsitzender des Ministerrats Phạm Hùng (1987–10. März 1988)
    - Vorsitzender des Ministerrats Võ Văn Kiệt (10. März 1988 bis 22. Juni 1988, 1992–1997) (kommissarisch)
    - Vorsitzender des Ministerrats Đỗ Mười (22. Juni 1988–1991)

### Vorderasien
- Bahrain
  - Staatsoberhaupt: Emir Isa II. (1971–1999)
  - Regierungschef: Ministerpräsident Chalifa ibn Salman Al Chalifa (1971–2020)
- Irak
  - Staats- und Regierungschef: Präsident Saddam Hussein (1979–2003)
- Iran
  - Religiöses Oberhaupt: Oberster Rechtsgelehrter Ruhollah Chomeini (1980–1989)
  - Staatsoberhaupt: Präsident Ali Chamene’i (1981–1989) (seit 1989 Oberster Rechtsgelehrter)
  - Regierungschef: Ministerpräsident Mir Hossein Mussawi (1981–1989)
- Israel
  - Staatsoberhaupt: Präsident Chaim Herzog (1983–1993)
  - Regierungschef: Ministerpräsident Jitzchak Schamir (1983–1984, 1986–1992)
- Nordjemen
  - Staatsoberhaupt: Präsident Ali Abdullah Salih (1978–1990) (1990–2012 Präsident des Jemen)
  - Regierungschef: Ministerpräsident Abd al-Aziz Abd al-Ghani (1975–1980, 1983–1990) (1994–1997 Ministerpräsident des Jemen)
- Südjemen
  - Staatsoberhaupt: Vorsitzender des Präsidiums des obersten Volksrates Haidar Abu Bakr al-Attas (1986–1990) (1985–1986 Ministerpräsident; 1990–1994 Ministerpräsident des Jemen)
  - Regierungschef: Ministerpräsident Yasin Said Numan (1986–1990)
- Jordanien
  - Staatsoberhaupt: König Hussein (1952–1999)
  - Regierungschef: Ministerpräsident Zaid ar-Rifaʿi (1973–1976, 1985–1989)
- Katar
  - Staats- und Regierungschef: Emir Chalifa bin Hamad Al Thani (1972–1995)
- Kuwait
  - Staatsoberhaupt: Emir Dschabir III. (1977–2006) (1962–1963, 1965–1978 Ministerpräsident)
  - Regierungschef: Ministerpräsident Sa'ad al-Abdallah as-Salim as-Sabah (1978–2003) (2006 Emir)
- Libanon
  - Staatsoberhaupt:
    - Präsident Amin Gemayel (1982–22. September 1988)
    - Ministerpräsident Selim al-Hoss (23. September 1988–1989, 1989) (kommissarisch)

  - Regierungschef: (1988–1990 umstritten)
    - Ministerpräsident Selim al-Hoss (1976–1980, 1987–1990, 1998–2000)
    - Ministerpräsident Michel Aoun (23. September 1988–1990) (Chef der Militärregierung)
- Oman
  - Staats- und Regierungschef: Sultan Qabus ibn Said (1970–2020)
- Saudi-Arabien
  - Staats- und Regierungschef: König Fahd ibn Abd al-Aziz (1982–2005)
- Syrien
  - Staatsoberhaupt: Präsident Hafiz al-Assad (1971–2000) (1970–1971 Ministerpräsident)
  - Regierungschef: Ministerpräsident Mahmud Zuabi (1987–2000)
- Türkei
  - Staatsoberhaupt: Präsident Kenan Evren (1980–1989)
  - Regierungschef: Ministerpräsident Turgut Özal (1983–1989) (1989–1993 Präsident)
- Vereinigte Arabische Emirate
  - Staatsoberhaupt: Präsident Zayid bin Sultan Al Nahyan (1971–2004) (1966–2004 Emir von Abu Dhabi)
  - Regierungschef: Ministerpräsident Raschid bin Said Al Maktum (1979–1990) (1958–1990 Emir von Dubai)

### Zentralasien
- Afghanistan
  - Staatsoberhaupt: Präsident Mohammed Nadschibullāh (1987–1992)
  - Regierungschef:
    - Ministerpräsident Sultan Ali Keschtmand (1981–26. Mai 1988, 1989–1990)
    - Ministerpräsident Mohammad Hasan Scharq (26. Mai 1988–1989)
- Mongolei
  - Staatsoberhaupt: Vorsitzender des Großen Volks-Churals Dschambyn Batmönch (1984–1990) (1974–1984 Vorsitzender des Ministerrats)
  - Regierungschef: Vorsitzender des Ministerrates Dumaagiin Sodnom (1984–1990)

## Australien und Ozeanien
- Australien
  - Staatsoberhaupt: Königin Elisabeth II. (1952–2022)
    - Generalgouverneur: Ninian Stephen (1982–1989)

  - Regierungschef: Premierminister Bob Hawke (1983–1991)
- Cookinseln (unabhängiger Staat in freier Assoziierung mit Neuseeland)
  - Staatsoberhaupt: Königin Elisabeth II. (1965–2022)
    - Queen’s Representative: Tangaroa Tangaroa (1984–1990)

  - Regierungschef: Premierminister Pupuke Robati (1987–1989)
- Fidschi
  - Staatsoberhaupt: Präsident Penaia Ganilau (1987–1993) (1983–1987 Generalgouverneur)
  - Regierungschef: Premierminister Kamisese Mara (1970–1987, 1987–1992) (1993–2000 Präsident)
- Kiribati
  - Staats- und Regierungschef: Präsident Ieremia Tabai (1979–1982, 1983–1991)
- Marshallinseln
  - Staats- und Regierungschef: Präsident Amata Kabua (1986–1996)
- Mikronesien
  - Staats- und Regierungschef: Präsident John Haglelgam (1987–1991)
- Nauru
  - Staats- und Regierungschef: Präsident Hammer DeRoburt (1968–1976, 1978–1986, 1986, 1986–1989)
- Neuseeland
  - Staatsoberhaupt: Königin Elisabeth II. (1952–2022)
    - Generalgouverneur: Paul Reeves (1985–1990)

  - Regierungschef: Premierminister David Lange (1984–1989)
- Niue (unabhängiger Staat in freier Assoziierung mit Neuseeland)
  - Staatsoberhaupt: Königin Elisabeth II. (1974–2022)
    - Queen’s Representative: Generalgouverneur von Neuseeland

  - Regierungschef: Premierminister Robert Rex (1974–1992)
- Papua-Neuguinea
  - Staatsoberhaupt: Königin Elisabeth II. (1975–2022)
    - Generalgouverneur: Kingsford Dibela (1983–1989)

  - Regierungschef:
    - Premierminister Paias Wingti (1985–4. Juli 1988, 1992–1994)
    - Premierminister Rabbie Namaliu (4. Juli 1988–1992)
- Salomonen
  - Staatsoberhaupt: Königin Elisabeth II. (1978–2022)
    - Generalgouverneur:
      - Baddeley Devesi (1978–7. Juli 1988)
      - George Lepping (7. Juli 1988–1994)

  - Regierungschef: Premierminister Ezekiel Alebua (1986–1989)
- Tonga
  - Staatsoberhaupt: König Taufaʻahau Tupou IV. (1970–2006)
  - Regierungschef: Premierminister Fatafehi Tu'ipelehake (1970–1991)
- Tuvalu
  - Staatsoberhaupt: Königin Elisabeth II. (1978–2022)
    - Generalgouverneur: Tupua Leupena (1986–1990)

  - Regierungschef: Premierminister Tomasi Puapua (1981–1989)
- Vanuatu
  - Staatsoberhaupt: Präsident Ati George Sokomanu (1980–1984, 1984–1989)
  - Regierungschef: Premierminister Walter Hadye Lini (1980–1991)
- Westsamoa (heute Samoa)
  - Staatsoberhaupt: O le Ao o le Malo Tanumafili II. (1962–2007)
  - Regierungschef:
    - Premierminister Va'ai Kolone (1982, 1985–8. April 1988)
    - Premierminister Tofilau Eti Alesana (1982–1985, 8. April 1988–1998)

## Europa
- Albanien
  - Parteichef: 1. Sekretär der albanischen Arbeiterpartei Ramiz Alia (1985–1991) (Staatsoberhaupt 1982–1992)
  - Staatsoberhaupt: Vorsitzender des Präsidiums der Volksversammlung Ramiz Alia (1982–1992) (1991–1992 Präsident) (1985–1991 Parteichef)
  - Regierungschef: Ministerpräsident Adil Çarçani (1981–1991)
- Andorra
  - Co-Fürsten:
    - Staatspräsident von Frankreich: François Mitterrand (1981–1995)
    - Bischof von Urgell: Joan Martí Alanís (1971–2003)

  - Regierungschef: Regierungspräsident Josep Pintat-Solans (1984–1990)
- Belgien
  - Staatsoberhaupt: König Baudouin I. (1951–1993)
  - Regierungschef: Ministerpräsident Wilfried Martens (1979–1981, 1981–1992)
- Bulgarien
  - Parteichef: Generalsekretär der Bulgarischen Kommunistischen Partei Todor Schiwkow (1954–1989) (1971–1989 Staatsratsvorsitzender) (1962–1971 Vorsitzender des Ministerrats)
  - Staatsoberhaupt: Staatsratsvorsitzender Todor Schiwkow (1971–1989) (1954–1989 Parteichef) (1962–1971 Vorsitzender des Ministerrats)
  - Regierungschef: Vorsitzender des Ministerrats Georgi Atanassow (1986–1990)
- Dänemark
  - Staatsoberhaupt: Königin Margrethe II. (1972–2024)
  - Regierungschef: Ministerpräsident Poul Schlüter (1982–1993)
  - Färöer (politisch selbstverwalteter und autonomer Bestandteil des Königreichs Dänemark)
    - Vertreter der dänischen Regierung:
      - Reichsombudsmann Niels Bentsen (1981–1988)
      - Reichsombudsmann Bent Klinte (1988–1995)

    - Regierungschef: Ministerpräsident Atli P. Dam (1970–1981, 1985–1989, 1991–1993)

  - Grönland (politisch selbstverwalteter und autonomer Bestandteil des Königreichs Dänemark)
    - Vertreter der dänischen Regierung: Reichsombudsmann Torben Hede Pedersen (1979–1992)
    - Regierungschef: Ministerpräsident Jonathan Motzfeldt (1979–1991, 1997–2002)
- Bundesrepublik Deutschland
  - Staatsoberhaupt: Bundespräsident Richard von Weizsäcker (1984–1994)
  - Regierungschef: Bundeskanzler Helmut Kohl (1982–1998)
- Deutsche Demokratische Republik
  - Parteichef: Generalsekretär des ZK der SED Erich Honecker (1971–1989) (1976–1989 Staatsratsvorsitzender)
  - Staatsoberhaupt: Vorsitzender des Staatsrats Erich Honecker (1976–1989) (1971–1989 Parteichef)
  - Regierungschef: Vorsitzender des Ministerrates Willi Stoph (1964–1973, 1976–1989) (1973–1976 Vorsitzender des Staatsrats)
- Finnland
  - Staatsoberhaupt: Präsident Mauno Koivisto (1982–1994) (1968–1970, 1979–1982 Ministerpräsident)
  - Regierungschef: Ministerpräsident Harri Holkeri (1987–1991)
- Frankreich
  - Staatsoberhaupt: Präsident François Mitterrand (1981–1995)
  - Regierungschef:
    - Premierminister Jacques Chirac (1974–1976, 1986–10. Mai 1988) (1995–2007 Präsident)
    - Premierminister Michel Rocard (10. Mai 1988–1991)
- Griechenland
  - Staatsoberhaupt: Präsident Christos Sartzetakis (1985–1990)
  - Regierungschef: Ministerpräsident Andreas Papandreou (1981–1989, 1993–1996)
- Irland
  - Staatsoberhaupt: Präsident Patrick Hillery (1976–1990)
  - Regierungschef: Taoiseach Charles J. Haughey (1979–1981, 1982, 1987–1992)
- Island
  - Staatsoberhaupt: Präsidentin Vigdís Finnbogadóttir (1980–1996)
  - Regierungschef:
    - Ministerpräsident Þorsteinn Pálsson (1987–28. September 1988)
    - Ministerpräsident Steingrímur Hermannsson (1983–1987, 28. September 1988–1991)
- Italien
  - Staatsoberhaupt: Präsident Francesco Cossiga (1985–1992) (1979–1980 Ministerpräsident)
  - Regierungschef:
    - Ministerpräsident Giovanni Goria (1987–13. April 1988)
    - Ministerpräsident Ciriaco De Mita (13. April 1988–1989)
- Jugoslawien
  - Staatsoberhaupt:
    - Vorsitzender des Präsidiums Lazar Mojsov (1987–15. Mai 1988)
    - Vorsitzender des Präsidiums Raif Dizdarević (15. Mai 1988–1989)

  - Regierungschef: Präsident des ausführenden Bundesrates Branko Mikulić (1986–1989)
- Kanalinseln[1]
  - Guernsey
    - Staats- und Regierungschef: Herzogin Elisabeth II. (1952–2022)
      - Vizegouverneur: Alexander Boswell (1985–1990)

  - Jersey
    - Staats- und Regierungschef: Herzogin Elisabeth II. (1952–2022)
      - Vizegouverneur: William Pillar (1985–1990)
- Liechtenstein
  - Staatsoberhaupt: Fürst Franz Josef II. (1938–1989)
  - Regierungschef: Hans Brunhart (1978–1993)
- Luxemburg
  - Staatsoberhaupt: Großherzog Jean (1964–2000)
  - Regierungschef: Ministerpräsident Jacques Santer (1984–1995)
- Malta
  - Staatsoberhaupt: Präsident Paul Xuereb (1987–1989) (kommissarisch)
  - Regierungschef: Premierminister Edward Fenech Adami (1987–1996, 1998–2004) (2004–2009 Präsident)
- Isle of Man[1]
  - Staatsoberhaupt: Lord of Man Elisabeth II. (1952–2022)
    - Vizegouverneur: Laurence New (1985–1990)

  - Regierungschef: Premierminister Miles Walker (1986–1996)
- Monaco
  - Staatsoberhaupt: Fürst: Rainier III. (1949–2005)
  - Regierungschef: Staatsminister Jean Ausseil (1985–1991)
- Niederlande
  - Staatsoberhaupt: Königin Beatrix (1980–2013)
  - Regierungschef: Ministerpräsident Ruud Lubbers (1982–1994)
  - Niederländische Antillen (Land des Königreichs der Niederlande)
    - Vertreter der niederländischen Regierung: Gouverneur René Römer (1983–1990)
    - Regierungschef:
      - Ministerpräsident Don Martina (1979–1984, 1986–17. Mai 1988)
      - Ministerpräsidentin Maria Liberia-Peters (17. Mai 1988–1993)
- Norwegen
  - Staatsoberhaupt: König Olav V. (1957–1991)
  - Regierungschef: Ministerpräsidentin Gro Harlem Brundtland (1981, 1986–1989, 1990–1996)
- Österreich
  - Staatsoberhaupt: Bundespräsident Kurt Waldheim (1986–1992)
  - Regierungschef: Bundeskanzler Franz Vranitzky (1986–1997)
- Polen
  - Parteichef: 1. Sekretär Wojciech Jaruzelski (1981–1989) (1985–1990 Staatsoberhaupt) (1981–1985 Ministerpräsident)
  - Staatsoberhaupt: Staatsratsvorsitzender Wojciech Jaruzelski (1985–1990) (1981–1990 Parteichef), (1981–1985 Ministerpräsident)
  - Regierungschef:
    - Ministerpräsident Zbigniew Messner (1985–27. September 1988)
    - Ministerpräsident Mieczysław Rakowski (27. September 1988–1989) (1989–1990 Parteichef)
- Portugal
  - Staatsoberhaupt: Präsident Mário Soares (1986–1996) (1976–1978, 1983–1985 Ministerpräsident)
  - Regierungschef: Ministerpräsident Aníbal Cavaco Silva (1985–1995) (seit 2006 Präsident)
- Rumänien
  - Parteichef: Generalsekretär Nicolae Ceaușescu (1965–1989) (1967–1989 Staatsoberhaupt)
  - Staatsoberhaupt: Präsident Nicolae Ceaușescu (1967–1989) (1965–1989 Parteichef)
  - Regierungschef: Ministerpräsident Constantin Dăscălescu (1982–1989)
- San Marino
  - Staatsoberhaupt: Capitani Reggenti
    - Rossano Zafferani (1980–1981, 1. Oktober 1987 bis 1. April 1988) und Gian Franco Terenzi (1. Oktober 1987 bis 1. April 1988, 2000–2001, 2006, 2014–2015)
    - Umberto Barulli (1. April 1988 bis 1. Oktober 1988) und Rosolino Martelli (1972–1973, 1. April 1988 bis 1. Oktober 1988)
    - Luciano Cardelli (1. Oktober 1988 bis 1. April 1989) und Reves Salvatori (1. Oktober 1988 bis 1. April 1989)

  - Regierungschef: Außenminister Gabriele Gatti (1986–2002) (2011–2012 Capitano Reggente)
- Schweden
  - Staatsoberhaupt: König Carl XVI. Gustaf (seit 1973)
  - Regierungschef: Ministerpräsident Ingvar Carlsson (1986–1991, 1994–1996)
- Schweiz[2]
  - Bundespräsident Otto Stich (1. Januar 1988–31. Dezember 1988, 1994)
  - Bundesrat:
    - Otto Stich (1984–1995)
    - Jean-Pascal Delamuraz (1984–1998)
    - Elisabeth Kopp (1984–1989)
    - Flavio Cotti (1987–1999)
    - Arnold Koller (1987–1999)
    - René Felber (1. Januar 1988–1993)
    - Adolf Ogi (1. Januar 1988–2000)
- Sowjetunion
  - Parteichef: Generalsekretär der KPdSU Michail Gorbatschow (1985–1991) (1988–1989 Staatsoberhaupt)
  - Staatsoberhaupt:
    - Vorsitzender des Präsidiums des obersten Sowjets Andrei Gromyko (1985–1. Oktober 1988)
    - Vorsitzender des Präsidiums des obersten Sowjets Michail Gorbatschow (1. Oktober 1988–1991) (1985–1991 Parteichef)

  - Regierungschef: Vorsitzender des Ministerrats Nikolai Ryschkow (1985–1991)
- Spanien
  - Staatsoberhaupt: König Juan Carlos I. (1975–2014)
  - Regierungschef: Ministerpräsident Felipe González (1982–1996)
- Tschechoslowakei
  - Parteichef: Vorsitzender Milouš Jakeš (1987–1989)
  - Staatsoberhaupt: Präsident Gustáv Husák (1975–1989) (1669–1987 Parteichef)
  - Regierungschef:
    - Ministerpräsident Lubomír Štrougal (1970–11. Oktober 1988)
    - Ministerpräsident Ladislav Adamec (11. Oktober 1988–1989) (1989–1990 Parteichef)
- Ungarn
  - Parteichef:
    - Generalsekretär der Partei der Ungarischen Werktätigen János Kádár (1956–22. Mai 1988) (1956–1958, 1961–1965 Ministerpräsident)
    - Generalsekretär der Partei der Ungarischen Werktätigen Károly Grósz (22. Mai 1988–1989) (1987–1988 Ministerpräsident)

  - Staatsoberhaupt:
    - Vorsitzender des Präsidentschaftsrats Károly Németh (1987–29. Juni 1988)
    - Vorsitzender des Präsidentschaftsrats Brúnó Straub (29. Juni 1988–1989)

  - Regierungschef:
    - Ministerpräsident Károly Grósz (1987–23. November 1988) (1988–1989 Parteichef)
    - Ministerpräsident Miklós Németh (23. November 1988–1990)
- Vatikanstadt
  - Staatsoberhaupt: Papst Johannes Paul II. (1978–2005)
  - Regierungschef: Präsident des Governatorats Sebastiano Baggio (1984–1990)
- Vereinigtes Königreich
  - Staatsoberhaupt: Königin Elisabeth II. (1952–2022) (gekrönt 1953)
  - Regierungschef: Premierministerin Margaret Thatcher (1979–1990)
- Republik Zypern
  - Staats- und Regierungschef:
    - Präsident Spyros Kyprianou (1977–28. Februar 1988)
    - Präsident Georges Vassiliou (28. Februar 1988–1993)

  - Nordzypern (international nicht anerkannt)
    - Staatsoberhaupt: Präsident Rauf Denktaş (1983–2005)
    - Regierungschef: Ministerpräsident Derviş Eroğlu (1985–1994, 1996–2004, 2009–2010) (2010–2015 Präsident)